# Montse Oliva Vilà
Montse Oliva Vilà (Torà, 4 d'octubre de 1966 - Madrid, 20 d'octubre de 2018) va ser una periodista catalana.
Va començar a fer de periodista com a becària el 1986 al diari La Mañana, des d'on també va ser corresponsal de RNE per les comarques de Lleida i la Franja de Ponent. El 1990 es va traslladar a Barcelona, on es va especialitzar en la informació policial i judicial. A la capital catalana va treballar a Las Noticias, El Observador, el Bon dia Catalunya de TV3, la delegació de El Mundo i La Vanguardia. També va col·laborar amb les agències de notícies Servimedia i Colpisa, així com algunes revistes jurídiques. El 1995 va fer cinc llibres sobre barris obrers de Catalunya de Barcelona, Terrassa i Sabadell.
El 1999 va anar a Madrid com a corresponsal del diari Avui. La primera gran cobertura que va fer pel mitjà va ser la campanya electoral de les eleccions al Congrés de l'any 2000. Aviat esdevingué delegada del rotatiu català. Des de la capital espanyola també va fer col·laboracions a RNE i al matinal de Rac1. Durant un temps va ser presidenta de l'Associació de Periodistes Parlamentaris.
Va morir als 52 anys, víctima d'un càncer. Vivia a Madrid amb la seva família, el seu marit era el periodista de TVE Amat Carceller, i tenia un fill. Era molt estimada entre els periodistes del Congrés dels Diputats, on "era coneguda pel seu humor mordaç i la seva ràpida capacitat d'anàlisi". Diversos polítics de tots colors, entre els quals el president del govern català i també el de l'espanyol, així com companys de professió, van expressar el seu condol a les xarxes socials en conèixer la notícia.